# Cronologia dei Tuareg
La cronologia dei Tuareg non viene stabilita, come in molti altri popoli, per via di calcoli, "numerando" uno dopo l'altro gli anni a partire da un dato evento (per esempio, prima o dopo la data presunta della nascita di Gesù Cristo o gli anni trascorsi dall'Egira di Maometto), bensì dando un nome ad ogni anno sulla base di un evento importante verificatosi in tale periodo. Un po' come facevano tanti popoli antichi che denominavano gli anni con degli eponimi (già a partire dall'Impero Assiro), ad esempio i Romani con i consoli, oppure le città antiche del Nordafrica con i suffeti eponimi. 
La memoria del gruppo conserva (fino ad un certo punto) il ricordo dell'ordine di successione degli anni.

## Avvertenze
I "nomi" degli anni spesso variano da una regione a un'altra e da una tribù a un'altra. Non è infrequente anche il caso di un anno che sia conosciuto con diverse denominazioni presso uno stesso gruppo.
Si tenga anche presente che l'anno tuareg va dalla fine di una "stagione delle piogge" all'altra, e le piogge possono aversi in periodi variabili da un anno all'altro tra luglio e novembre.
Abbreviazioni:
Ah. (cronologia dei Kel Ahaggar, da Foucauld 1952)
Adagh (cronologia dei Kel Adagh, da Boilley 1999)
Den. (cronologia dei Kel Denneg, da Prasse 2003)
Ghad. (cronologia degli Ifoghas di Ghadames, da Dubieff 1948)
Imangh. (cronologia degli Imanghasaten, da Dubieff 1950)

## Anni 1847-1880
1847:
- Dărkăten "(anno del combattimento di) Darkatén (vinto dai Kel Denneg contro i Kel Ataram)", Den.

1860:
- Awétay wa n adreylal "anno della pianta di adreylal (cresciuta in abbondanza)", Ah.
- Awétay wa d yemmut Ag Mama "anno in cui morì Ag Mama (Amenukal dell'Ahaggar)", Ah.

1861:
- Awétay wa d emiheghen Egdalen "anno in cui gli Igdalen furono razziati (dai Kel Ahaggar)", Ah.

1862:
- Awétay wa n tawit "anno della pianta tawit (cresciuta in abbondanza)", Ah.

1863:
- Awétay wa d yus Ahaggar Admer "anno in cui molti Kel Ahaggar andarono ad Admer (a cercare pascoli)", Ah.

1864:
- Awétay wa d emman Taytoq dagh Ahaggar eggelin Taytoq, ekken Ayr "anno in cui dei Taytoq morirono nell'Ahaggar e allora i Taitoq dall'Ahaggar si spostarono nell'Air"[1], Ah.

1865:
- Awétay wa n Jîket "anno di Jîket (dove i Kel Ahaggar inseguirono i Taytoq fuggiaschi)", Ah.

1866:
- Awétay wa dd emiheghnet tnedîn "anno in cui delle donne della casta di artigiani furono razziate (dai Kel Ahaggar)", Ah.

1867:
- Awétay wa d yuhegh Ahaggar tirekfîn dagh Anhef "anno in cui i Kel Ahaggar razziarono delle carovane nell'Anhef", Ah.
- Teghaghit "(anno del combattimento di) Teghaghit (vinto dai Kel Denneg contro i Kel Air)", Den.

1868:
- Awétay wa d yuhegh Ahaggar Shikh agg Abeker dagh Nezzân "anno in cui i Kel Ahaggar razziarono Chikh agg Abaker (dei Kel-Ajjer) a Inezzân (Ajjer)", Ah.
- Belkhu "(anno in cui) Belkhu ag Mekhmud (prese il potere nell'Air)", Den.

1869:
- Awétay wa d yus Ajjer Ahaggar, ih ê Akhnukhen, igâmmey elghafiet "anno in cui i Kel Ajjjer vennero nell'Ahaggar, avendo con loro Akhnukhen (il loro amenukal) per chiedere la pace", Ah.
- Awétay wa t tegrew lumet eddunet dagh Adeles "anno in cui il vaiolo colpì la gente di Edeles", Ah.
- Tălkhert "la fragile pace" (minacciata da scorrerie di Belkhu), Den.

1870:
- Awétay wa d ijjen Ahaggar Amejid "anno in cui i Kel Ahaggar si installarono nell'Amegid", Ah.
- Ăzzăman "la lunga guerra" (dei Kel Denneg contro i Kel Air e i Kel Gress), Den.

1871:
- Awétay wa n Tin Derân "anno di Tin Deran" (luogo di una razzia contro gli Iulliminden)), Ah.
- Awétay wa d iwa Sidi Mekhammed ag Ghotman "anno in cui nacque Sidi Mekhammed figlio di Ghotman (a sua volta figlio dell'amenukal Elkhaj Ahmed)", Ah.
- Shin Zeggarăn "(anno del combattimento di) Shin Zeggaran" (in cui i Kel Denneg furono sconfitti dai Kel Gress), Den.

1872:
- Awétay wa d yemihegh Akedebbi dagh Tehihawt "anno in cui Akedebbi (dei Tegehet-Mellet) subì una razzia a Tehihawt", Ah.
- Jerkat "(anno della battaglia di) Jerkat" (in cui i Kel Denneg sconfissero i Kel Gress), Den.

1873:
- Awétay wa d yuhegh Ahaggar Ghedimes "anno in cui i Kel Ahaggar razziarono Ghadames", Ah.
- Tegeyyézt "la vaccinazione" (contro il vaiolo che aveva invaso il paese), Den.

1874:
- Awétay wa n Ghat "anno (della battaglia) di Ghat" (che scatenò una guerra tra Kel Ahaggar e Kel Ajjer), Ah.
- Iba n Musa "la morte di Musa ag Budal" (Amenukal dei Kel Denneg), Den.

1875:
- Awétay wa n Beluyen "anno degli Ibeluyen" (alleati degli Ajjer che attaccarono l'Ahaggar), Ah.
- Bidoga "(anno del)le piogge precoci", Den.

1876:
- Awétay wa d yus Ahaggar Amded "anno in cui i Kel Ahaggar andarono (a pascolare) nella valle dell'Amded (una giornata di viaggio a valle di Abalessa)", Ah.
- Babăyotăn "(anno della battaglia di) Babayotan" (in cui i Kel Denneg sconfissero i Kel Gress), Den.

1877:
- Awétay wa n Ugmîden/wa n Târat "anno (della vittoria presso il monte) Ugmiden/la valle di Tarat", Ah.
- Télăgăzt "(anno in cui furono abbondanti) i cocomeri selvatici", Den.

1878:
- Awétay wa n In Eleggi "anno (della vittoria definitiva contro gli Ajjer) a In Eleggi"[2], Ah.
- Egăn ann aḍu "(anno della) razzia contro vento" (in cui una razzia dei Kel Denneg conto Agadez fu respinta da una tempesta di sabbia), Den.

1879:
- Awétay wa n Abdeqqenât "anno degli Abdeqqenat" (un gruppo composito[3] che razziò gli Iseqqamâren), Ah.
- Kefi "(anno della battaglia di) Kefi" (vittoriosa per i Kel Denneg), Den.

1880:
- Awétay wa n Aghergher "anno (dei bei pascoli) di Aghergher", Ah.
- Tebayek "(anno della battaglia di) Tebayek" (in cui i Kel Denneg furono sconfitti), Den.

## Anni 1881-1900
1881:
- Awétay wa n Kûfâr "anno degli infedeli" (allusione al massacro della missione Flatters), Ah.
- In Jăkăran "(anno del combattimento di) In Jakaran (in cui i Kel Denneg sconfissero i Kel Gress)", Den.

1882:
- Awétay wa n tekbel errokh "anno del sollievo dell'animo" (per le piogge arrivate dopo una lunga siccità), Ah.
- Awétay wa n Dagg Eshshikh "anno (della razzia ai danni) dei Kunta", Ah.
- In Kăsshéwăn "(anno del combattimento di) Kasshewan (tra Kel Denneg e Kel Ataram)", Den.

1883:
- Awétay wa n Dermeshâka "anno (della razzia compiuta da Anaba ag Amellal ai danni) dei Dermeshaka", Ah.
- Atăram "l'ovest" (anno della grande razzia dei Kel Denneg contro le regioni occidentali, Ataram)", Den.

1884:
- Awétay wa d emman Tagehé-mellet, enghen-ten Eshshghanba "anno in cui morirono dei Tegehé-Mellet, uccisi dagl arabi Chaamba"[4], Ah.
- Inafradăn "i raccoglitori di sale" (anno in cui la carovana del sale dei Kel Denneg riuscì a tornare indenne dopo una battaglia coi Kel Air)", Den.

1885:
- Awétay wa n Agrar "anno (dei bei pascoli) di Agrar", Ah.
- Ibegag "gli agnelli" (quell'anno, un agnello era la multa prevista per chi si allontanasse troppo dal gruppo, per la vicinanza di nemici)", Den.

1886:
- Awétay wa d emiheghen Meqqérghesen "anno (della razzia ai danni) degli Imeqqérghesen", Ah.
- Ghăbda "(anno in cui vi fu una spedizione guidata da) Ghabda", Den.

1887:
- Awétay wa n Eriyen "anno (della razzia ai danni) di Eriyen" (un capo degli Iwellemmeden), Ah.
- Ténăghăy nn Ezzuber i majeghăn "(anno del)l'uccisione di (due) nobili ad opera di Ezzuber ag Busari", Den.

1888:
- Awétay wa n mehuggag "anno (in cui diversi uomini[5] partirono) pellegrini alla Mecca", Ah.
- Temanzăyt "(anno in cui) una forte pioggia mattutina (si abbatté sull'Azawagh)", Den.

1889:
- Awétay wa d emiheghnet trekfin "anno in cui furono razziate (dai Kel Ahaggar) delle carovane (provenienti da Ghat e dirette nell'Air)", Ah.
- Ighdăr-anăgh "(anno in cui la fame) ci sorprese", Den.

1890:
- Awétay wa n tehruhâgh ti n Beluyen "anno della fuga tumultuosa (per le voci di un arrivo) degli Ibeluyen (per fare razzia)", Ah.
- Terekreka "(anno del combattimento di) Terekreka (in cui i Kel Denneg sconfissero i Kel Ataram)", Den.
- Afărag "Il recinto (costruito dai Kel Ataram per proteggersi dai Kel Denneg)", Kel Ataram

1891:
- Awétay wa n tehwalt "anno delle cavallette (che invasero tutto il paese)", Ghad., Ah.
- Awétay wa n Erregragda "anno (della razzia ai danni) degli Erregragda (frazione dei Kunta)", Ah.
- Shinn ézăy "la malattia biliare dei bovini", Den.

1892:
- Awétay wa d emmuten wi n erremil "anno in cui morirono nell'Erg" (una carovana fu razziata da arabi Chaamba), Ghad.
- Awétay wa n tmâjhiwîn "anno (in cui piovve poco e crebbero solo poche) piante dette tamâjhé (un cavolo selvatico)", Ah.
- Enălăy "(anno in cui fu abbondante) il miglio", Den.

1893:
- Awétay wa n Kîsân "anno di Kisan" (pozzo presso il quale vi fu uno scontro con Arabi del Fezzan), Ghad.
- Awétay wa d iḍeg Mûsa Elghekla "anno in cui Musa (ag Amastan) razziò El-Ghekla", Ah.
- Gelek "la carestia", Den.

1894:
- Awétay wa n Tagennebri "anno del pozzo di Tagennebri (dove si andò a pascolare)", Ghad.
- Awétay wa n torna "anno della malattia", Ghad.
- Awétay wa n Ulad Buredda "anno della (grande razzia contro) gli Ulad Buredda"[6], Ah.
- In Ghăstănăn "(anno in cui i pascoli più ricchi erano a) In Ghastanan", Den.

1895:
- Awétay wa n Temésit "anno in cui ci recammo a Temésit", Ghad.
- Awétay wa n egginas "anno dell'(abbondanza) della pianta di egginas", Ghad.
- Awétay wa d emmăn Fôghas "anno in cui morirono (due) Kel Ifoghas (aggregati ai Kel-Ajjer)" (uccisi a tradimento da Anaba ag Amellal da cui si erano recati in delegazione), Ah.
- Amna "(anno in cui fu ucciso) Amna (fratello minore dell'amenukal dei Kel Ferwan)", Den.

1896:
- Awétay wa d ekken eddunet Esuf "anno in cui la gente è andata nel Suf (El Oued)", Ghad.
- Awétay wa n iysan "anno dei cavalli" (da Garat El-Khil, "Rupe dei Cavalli", dove vi fu uno scontro con degli avversari), Ghad.
- Awétay wa n Tekwiyat "anno del (pascolo a) Tekwiyat", Ah.
- Izerwan "(anno del combattimento di) Izerwan (in cui i Kel Ahaggar sconfissero i Kel Denneg)", Den.

1897:
- Awétay wa d felen Esuf, ekken Timâsinîn "anno in cui lasciarono il Suf per andare a Timasinin", Ghad.
- Awétay wa n Zerwan "anno (del combattimento) di Izerwan" (v. 1896 per i Kel Denneg), Ah.
- Ettebil "il tamburo di guerra (tra i Kel Denneg e i Kel Ahaggar)", Den.

1898:
- Awétay wa n egheris "anno della neve (o del ghiaccio?)", Ghad.
- Awétay wa d aba Sidi Mokhamed ag Ikhenukhen "anno in cui morì Sidi Mokhamed ag Ikhenukhen (deceduto il 18 o 19 ottobre 1897)", Ghad.
- Awétay wa d ijjen Ahaggar Adar "anno in cui i Kel Ahaggar si sono installati nell'Adagh (a causa della siccità)", Ah.
- Awétay wa d emmăn Tăitoq "anno in cui morirono dei Kel Taitoq (in una razzia di Kel Ahaggar)", Ah.
- Tămat Tederét "(anno del combattimento di) Tamat-Tedderet (tra Kel Denneg e Kel Air)", Den.

1899:
- Awétay wa d ikka Kommandan Lamin Ayar "anno in cui il comandante Lamy andò nell'Aïr", Ghad.
- Awétay wa n Sinawen "anno di Sinawen (luogo di pascolo)", Ghad.
- Awétay wa d yus Ahaggar Ahnet "anno in cui i Kel Ahaggar giunsero (per pascolare) nell'Ahnet (essendoci siccità nell'Ahaggar)", Ah.
- Awétay wa n Adukruz "Anno in cui (delle tribù arabe razziarono i Kel Ahaggar) a Adukruz", Ah.
- Awétay wa d yuhegh Mûsa Taitoq "anno in cui Musa ag Amastan razziò i Taitoq", Ah.
- Tanzant "(anno in cui furono abbondanti i) tanzant (specie di piccoli fagioli)", Den.
- Temaghlăyt "la spedizione militare (dei Kel Denneg contro i Kel Tadalay)", Den.

1900:
- Awétay wa n ag Bukheshba "anno del figlio di Bou Khechba (autore di una razzia)", Ghad.
- Awétay wa n Timâsinîn "anno di Timasinin (luogo della predetta razzia)", Ghad.
- Awétay wa d ag Ghomran "anno del figlio di Ghomran (autore di un'altra razzia)", Ghad.
- Awétay wa d yus Ahaggar Ajjer "anno in cui i Kel Ahaggar giunsero (per pascolare) nell'Ajjer (per l'estrema siccità nell'Ahaggar)", Ah.
- Ebés en dăman "la paralisi delle gazzelle (misteriosa epidemia di "gazzella pazza"?)", Den.
- Teléket "l'attraversamento del paese per raggiungere un alleato" (allusione a una spedizione di Iberqorayen partiti per dare man forte ai peul, attaccati dai francesi), Den.
- Awătăy wa dd osăn Ferensis "anno in cui giunsero i francesi", Den.
- Awătăy en Kufar "anno degli infedeli", Den.
- Awătăy wa nn azzalăn "anno della prima fuga", Den.
- Awătăy wa n Lulewa "anno di Lulewa" (in cui alcune tribù si arresero ai francesi a Lulewa), Den.

## Anni 1901-1920
1901:
- Awétay wa n eslagh, d ekken medden Temmi "anno in cui la gente andò in carovana a Timmi", Ghad.
- Awétay wa d yemmut Ahitaghel "anno in cui morì l'amenukal Ahitaghel ag Biska", Ah.
- Assa n Ferensis y ămăḍal en Tawa "l'arrivo dei francesi sul territorio di Tahoua", Den.
- Awătăy wa nn ămana wa n teregganén "anno della resa col (tributo pagato in) cammelle (ai francesi)", Den.

1902:
- Awétay wa n Tersin "anno di Tersin (luogo di una razzia)", Ghad.
- Awétay wa d yus Ahaggar Ajjer wa ihreyen "anno in cui i Kel Ahaggar giunsero un'altra volta nell'Ajjer (per pascolare)", Ah.
- Ămana "(anno in cui i Kel Denneg fecero atto di) sottomissione (ai francesi)", Den.
- Awătăy wa ksăn ăyt-édăm Shin Tăbăgot et Tellinzăt "anno in cui si andò a pascolare a Shin Tabagot e a Tellinzat", Den.

1903:
- Awétay wa n Zoghrar "anno del pozzo di Zoghrar (luogo dove fu posto l'accampamento)", Ghad.
- Awétay wa n teynast "anno in cui (fu abbondante la pianta detta) taynest (in arabo usham, Laperrine 1909: 197)", Ah.
- Ăkonak "(anno in cui fu abbondante) la pioggia", Den.
- Awătăy wa d iggăz Ismaghil (ăg Lasu) tămghăr "anno in cui Ismail ag Lasu prese il potere", Den.

1904:
- Awétay wa n Sinawen "anno di Sinawen (luogo di uno scontro con gli Chaamba)", Ghad.
- Awétay wa d iga Musa elghafyet dagh Tawat "anno in Musa ag Amastan concluse la pace (coi francesi) nel Touat (a In Salah)", Ah.
- Iba n Măkhămmăd "la morte di Măkhămmăd ăg Ghăbdəssălam" (amenukal dei Kel Denneg), Den.

1905:
- Awétay wa n Mazâta "anno del pozzo di Mazata (luogo dove fu posto l'accampamento)", Ghad.
- Awétay wa dd ifel Musa égéréw "anno in cui Musa ag Amastan (andò e) ritornò dal fiume (Niger)", Ah.
- Iba n Kănăn "la morte di Kanan (un valoroso e nobile Kel Nan)", Den.

1906:
- Awétay wa n Mulay "anno del pozzo di Imulay (luogo di uno scontro con gli Chaamba)", Ghad.
- Awétay wa n Ghelyan "anno dei (pascoli nella valle dell'Adagh detta) Ighelyan", Ah.
- Tédélt "la razzia notturna" (dei Kel Air, respinta dai Kel Denneg), Den.

1907:
- Awétay wa n eddehira, wa n tarfas "anno di Dehira e dei Tarfas", Ghad.
- Awétay wa n egen wa n ag Yakhya "anno della razzia (dei Kel-Ahaggar) contro Resku ag Iahia (dei Kel-Ajjer, che venne ucciso)" (Laperrine 1909: 198), Ah.
- Tazekkăy "la tempesta di pioggia e di sabbia" (avvenuta dopo l'apparizione di due comete), Den.

1908:
- Awétay wa d aba Kuider ag Yunes "anno in cui morì Kouider ben Younes", Ghad.
- Aseksi n Băgari "(anno del) pascolo a Bagari", Den.

1909:
- Awétay wa n agg Issa "anno di Agg Issa (autore di una razzia)", Ghad.
- Tămăttant en tălămén "la morte dei cammelli" (per mancanza di pascolo), Den.

1910:
- Awétay wa d yuhegh Idder d Amenna imnas wi n jendarma "anno in cui Idder e sua moglie Amenna razziarono i cammelli dei gendarmi", Ghad.
- Kel Kenu "(anno in cui si andò a vendere bovini al)la gente di Kano", Den.

1911:
- Awétay wa n Tagennebri d ekken dag ag Mama Timâsinîn "anno del pozzo di Tagennebri, e in cui la frazione dei Dag Ag Mama partirono per Timasinin", Ghad.
- Iba n Ismaghil "la morte di Ismaghil ag Lasu (amenukal dei Kel Denneg)", Den.

1912:
- Awétay wa d idjdjeh Ttalyan Trables "anno in cui gli Italiani sono venuti a Tripoli" (la città fu presa il 5 ottobre 1911), Ghad.
- Awétay wa d ikkel Atisi "anno in cui se n'è andato (il dissidente) Attisi ag Amellal", Imangh.
- Awétay wa d yusa Fransis Tarat "anno in cui i francesi arrivarono a Tarat", Imangh.
- Awétay wa d tsellemen Turkia "anno in cui i Turchi si sono arresi (agli Italiani)", Imangh.
- Awatay wa d aba Hammadi "anno in cui morì Hammadi (il capo dei Kunta)", Adagh
- Awatay wa n Elgatara "anno (del combattimento) di El Gettara" (in cui morì Hammadi), Adagh
- Awatay wa d aba Safikhun "anno in cui morì Safikhun (l'amenukal dei Kel Adagh)" (24 agosto 1912), Adagh
- Lumet "(anno dell'epidemia di) morbillo", Den.

1913:
- Awétay wa n Esseyen "anno degli avvenimenti di Esseyen", Ghad., Imangh.
- Awétay wa d idjdjeh (yusa) Ttalyan Ghdimes "anno in cui gli Italiani sono venuti a Ghadames", Ghad., Imangh.
- Awătay wa n Tin Ahəmma "anno del (pascolo a) Tin Ahəmma" (per via della siccità), Adagh[7]
- Ikotăyăn "i topi" (anno in cui ci fu una vera invasione di topi), Den.

1914:
- Awétay wa d ifel Ghabd-ennebi Timâsinîn "anno in cui Abdennebi venne a Timasinin", Ghad.
- Awétay wa n menna "anno della siccità", Imangh.
- Awătay wa n darăt wa n Tin Ahəmma "anno successivo a quello di Tin Ahəmma", Adagh[7]
- Ihărrăn "i leoni" (anno in cui i Kel Denneg uccisero parecchi leoni), Den.

1915:
- Awétay wa d yeqqel Ghabd-ennebi Timâsinîn, d ifel Ttalyan Ghdimes "anno in cui Abdennebi è andato a Timasinin e gli Italiani hanno lasciato Ghadames" (scacciati dai ribelli il 18 gennaio 1915, rientrarono il 16 febbraio 1915), Ghad.
- Awétay wa s yusa Si Labed Targia "anno in cui Si Labed (il senussita) è arrivato a Targia", Imangh.
- Awétay wa d ikkel Shatti "anno in cui se n'è andato a Chiatti", Imangh.
- Awatay wa n akor "anno (dell'abbondanza) di topi" (tipico alla fine della siccità), Adagh
- Iba n elemmuz "la mancanza di fieno", Den.

1916:
- Awétay wa n Bagul "anno di Bagul (luogo dell'accampamento)", Ghad.
- Awétay wa n Tanezruft "anno (in cui Si Labed ha attaccato i francesi) a Tanezruft", Imangh.
- Awatay wa n Adar n Bukar "anno (dello scontro armato) di Aderambukar", Adagh
- Efelleg n Ătăram "la rivolta dei Kel Ataram" (contro i francesi), Den.

1917:
- Awétay wa n Willemed "anno di Willemed (luogo dell'accampamento)", Ghad.
- Awétay wa d ikka Ahmud Tanezruft, yedjdjdeled Fôghas wa n Timâsinîn "anno in cui Ahmud è andato (ai pozzi di) Tanezruft, e ha fatto evacuare gli Ifoghas da Timasinin (Fort Flatters)", Imangh.
- Awatay wa n Kawsen "anno (della ribellione) di Kaosen", Adagh
- Efelleg en Denneg / Térăzăy nn ămana "la rivolta dei Kel Denneg (contro i francesi) / la rottura della sottomissione", Den.

1918:
- Awétay wa d aba Ghosman ed Wan-Titi "anno in cui morirono Osman e Wan-Titi", Ghad.
- Awétay wa n eshshil "anno della miseria (carestia e malattia)", Imangh.
- Awatay wa n lumet "anno del morbillo", Adagh
- Téwăghlăy nn ăgăla "il ritorno al sud" (per fare la pace coi francesi), Den.

1919:
- Awétay wa n Zughrar "anno di Zughrar (luogo di uno scontro)", Ghad.
- Awétay wa n turna "anno delle febbri malariche", Imangh.
- Ibatăn "le (migliaia di) morti" (per shinn akarkor "meningite", forse spagnola?), Den.

1920:
- Awétay wa n Silas "anno di Silas (luogo dell'accampamento)" (incerto se da calcolare nel 1920: l'accampamento a Silas fu nell'estate del 1919), Ghad.
- Awatay wa n Lahrash "anno del pozzo di Lahrache", Imangh
- Awatay wa d aba Khamma "anno in cui morì Hamma (ould Abidine)", Adagh

## Anni 1921-1940
1921:
- Awétay wa n Umm el Fraâ "anno del pozzo di Umm Fraa (luogo dell'accampamento)" (incerto se da calcolare nel 1920 o nel 1921), Ghad.
- Awatay wa n shanga "anno della peste bovina", Adagh

1922:
- Awétay wa d aba Ttâher "anno in cui morì Tahar", Ghad.
- Awétay wa n Elgelta "anno di El Guelta (luogo di una contro-razzia)", Ghad., Imangh.
- Awatay wa n emeghi n tafuk "anno dello strangolamento del sole"(eclissi anulare del 28 marzo 1922), Adagh

1923:
- Awétay wa d nega elghafiet nekkenid d Fransis dar Ghdimes "anno in cui facemmo la pace coi francesi a Ghadames", Ghad.
- Awétay wa d yusa commandant Ghdimes, iga essela "anno in cui il comandante francese Mars venne a Ghadames per fare la pace (con i senussiti)", Imangh.
- Awatay wa dammut Khamma "anno della morte di Hamma", Adagh

1924:
- Awétay wa d yusa Ttalyan Ghdimes "anno in cui gli Italiani sono venuti a Ghadames" (gli Italiani tornano a occupare Ghadames il 15 febbraio 1924), Ghad., Imangh.
- Awatay wa n esamed "anno del freddo intenso", Adagh

1925:
- Awétay wa n Elhanaya "anno del pascolo presso El Hanaia", Imangh.
- Awétay wa n Elasma "anno della scaramuccia (con gli Italiani) presso El Asma", Imangh.
- Awétay wa n elkarhabâtin "anno delle automobili" (passaggio di un'autocolonna francese diretta nel Ciad), Ghad.

1926:
- Awétay wa n Serdeles "anno (del saccheggio) di Serdeles)", Ghad.
- Awétay wa n Elhanaya "anno del pascolo presso El Hanaia", Imangh.
- Awatay wa n In Gheyssan "anno della (vittoria contro i razziatori a) In Gheyssan", Adagh

1927:
- Awétay wa n Ghdimes "anno di Ghadames" (in cui gli Italiani costrinsero i nomadi a risiedere a Ghadames), Ghad.
- Awétay wa n Elgettar "anno del (combattimento con gli Italiani a) El Guettar", Imangh.
- Awatay wa yolaghan "anno buono" (cioè con buone piogge), Adagh

1928:
- Awétay wa n Ghat "anno (dell'attacco a) Ghat", Imangh.
- Awatay wa n ishendja wa n Tisserlitin "anno dei nemici di Tisserlitin" (avversari sconfitti), Adagh
- Awatay wa n Boseyat "anno della duna di Boseyat (dove si svolse il combattimento)", Adagh

1929:
- Awétay wa n Rellag "anno (dello scontro con gli Italiani a) Rellag", Imangh.
- Awatay wa d aba Sheykh Baye "anno in cui morì Cheikh Baye (il venerato marabutto dei Kunta", Adagh
- Tănḍărén "la moria delle capre", Den.

1930:
- Awétay wa d yusa-d Ttalyan Targia "anno in cui gli Italiani arrivarono a Targia (Wadi el Agial)", Imangh.
- Awatay wa n esamed "anno del freddo intenso", Adagh

1931:
- Awétay wa n akassa wan Inesmar "anno del pascolo a In Esmar", Imangh.

1932:
- Awétay wa n Mimun "anno di Mimun", Imangh.

1933:
- Awétay wa n Fortassa "anno (del pascolo a) Fortassa (Hassi Ifertas)", Imangh.
- Awatay wa n emeghi n tafuk "anno dello strangolamento del sole"(eclissi anulare del 24 febbraio 1933), Adagh
- Awatay wa n esamed "anno del freddo intenso", Adagh

1934:
- Awétay wa n Awel "anno (del pascolo a) Awel", Imangh.
- Awatay wa n etran "anno delle stelle (filanti?)", Adagh

1935:
- Awétay wa n elazza "anno del terremoto", Imangh.
- Awatay wa n shanga "anno della peste bovina", Adagh
- Awatay wa n Tinduf "anno della (spedizione fino a) Tinduf", Adagh

1936:
- Awétay wa n ezmen "anno della siccità", Imangh.
- Awatay wa n shanga "anno della peste bovina", Adagh
- Awatay wa n Tichid "anno del (pascolo a) Tichid", Adagh

1937:
- Awétay wa n Dembaba "anno (dell'accampamento al pozzo) di Dembaba", Imangh.
- Awatay wa n Leyma "anno (della razzia) di Leyma", Adagh
- Awatay wa d arzan amenas "anno in cui i cammelli sono fuori uso (per una malattia?)", Adagh

1938:
- Awétay wa n Dembaba idehan "altro anno (dell'accampamento al pozzo) di Dembaba", Imangh.
- Awatay wa n shanga "anno della peste bovina", Adagh

1939:
- Awétay wa n Elwarsa "anno (dell'accampamento a) El Ouarsa", Imangh.
- Awatay wa n tashwalt "anno della cavalletta", Adagh
- Awatay wa n In Tashedayt "anno del pozzo di In Tashedayt", Adagh
- Awatay wa n albarod "anno dei fucili (sequestrati dai francesi)", Adagh

1940:
- Awétay wa n Tin Elkem "anno (dello scontro con gli Italiani a) Tin Elkem", Imangh.

## Anni 1941-1960
1941:
- Awétay wa n Mimun "anno (del pascolo a) Mimoun", Imangh.
- Awatay wa n laban "anno della pioggia (fuori stagione)", Adagh

1942:
- Awétay wa n Errehibat "anno (del pascolo a) El Rehibat", Imangh.
- Awatay wa n idjelmaman/wa n tikettarin "anno delle pelli (usate per mancanza di tela)", Adagh

1943:
- Awétay wa d igla Ttalyan, yusa Fransis "anno in cui sono partiti gli Italiani e arrivati i francesi", Imangh.
- Awatay wa d toda toraft dagh Agelhok "anno in cui si è schiantata la vettura del cielo (un aereo) sulla città di Aguelhok", Adagh
- Awatay wa n Tashdayt "anno del (pascolo a) Tashdayt", Adagh

1944:
- Awétay wa n Mimun "anno (dell'accampamento a) Mimoun", Imangh.
- Awatay wa n afertakum "anno delle piccole cavallette", Adagh

1946:
- Awatay wa n bedi "anno dell'epidemia di vaiolo", Adagh

1947:
- Awatay wa n lakol "anno della (prima) scuola (francese per nomadi nell'Adagh)", Adagh

1948:
- Awatay wa n shelbet wa zzaran "primo anno di sfinimento" (pascoli cattivi), Adagh

1949:
- Awatay wa n shelbet wa n essin "secondo anno di sfinimento", Adagh

1950:
- Awatay wa n Egharghar/ wa n endji "anno del wadi Igharghar/della piena" (una forte piena di detto wadi), Adagh

1951:
- Awatay wa n akannas wa n Akli d Elkhader "anno della rissa tra Akli e Elkhader" (che ha rischiato di far nascere un conflitto), Adagh

1952:
- Awatay wa d eqqetas bayluk "anno in cui i cammelli (dell'amministrazione francese) furono sgozzati (dal ribelle Alla)", Adagh
- Awatay wa d aba Dawd "anno in cui morì Daoud (ucciso da Alla)", Adagh
- Awatay wa n emeghi n tafuk "anno dell'o strangolamento del sole" (eclisse totale, 25 febbraio 1952), Adagh

1953:
- Awatay wa n tamadalt ta n Tsabdar "anno dei forti venti il giorno di Tabaski", Adagh

1954:
- Awatay wa d aba Alla "anno in cui morì (il ribelle) Alla" (15 luglio 1954), Adagh
- Awatay wa n tehayne "anno del dattero" (unico alimento reperibile in quantità), Adagh

1955:
- Awatay wa n agharfazo "anno del (pascolo ridotto a) paglia", Adagh
- Awatay wa n Idnan ed Dahora "anno della (schermaglia tra le tribù) Idenan e Dahora", Adagh

1956:
- Awatay wa n In Shekar "anno (del buon pascolo) di In Shekar", Adagh

1957:
- Awatay wa n tadast "anno delle zanzare" (a causa delle piogge), Adagh
- Awatay wa n afertakum "anno delle piccole cavallette", Adagh
- Awatay wa n eghiryan "anno degli aborti tra il bestiame", Adagh

1958:
- Awatay wa n eredash "anno della lunga pioggia" (24 ore filate, fatto rarissimo), Adagh
- Awatay wa n Igharghar "anno (del buon pascolo) di Igharghar", Adagh

1959:
- Awatay wa n emeghi n tafukt "anno dello strangolamento del sole" (eclisse 2 ottobre 1959), Adagh
- Awatay wa d eglan Kuffar "anno in cui sono partiti i francesi" (alla vigilia dell'indipendenza), Adagh
- Awatay wa n Tilemsi azzaran "primo anno (del buon pascolo) a Tilemsi", Adagh

1960:
- Awatay wa n elastiqlal "anno dell'indipendenza", Adagh
- Awatay wa n tekli n Kuffar "anno in cui sono andati via (gli ultimi) francesi", Adagh
- Awatay wa n udek n Mali "anno dell'invasione del Mali" (l'arrivo dell'esercito Maliano), Adagh
- Awatay wa n Tilemsi ta tezzarat "secondo anno (del buon pascolo) a Tilemsi", Adagh

## Anni dal 1961 in poi
1961:
- Awatay wa n Tilemsi ta tisherin "ultimo anno (del buon pascolo) a Tilemsi", Adagh
- Awatay wa n nagheran "anno delle nubi rossastre", Adagh

1962
- Awatay wa d aba Attaher ag Illi "anno in cui morì Attaher ag Illi" (amenukal dell'Adagh), Adagh
- Awatay wa n Tadaqit "anno (del buon pascolo) a Tadaqit", Adagh

1963:
- Awatay wa n elfallaga "anno del combattente" (inizio della rivolta dei Tuareg dell'Adagh), Adagh
- Awatay wa n Ahanet "anno del (cercar rifugio nel)l'Ahanet", Adagh
- Awatay wa d aba Sidi Khaybella "anno in cui è morto il marabutto Sidi Khaybella", Adagh

1964:
- Awatay wa n khorezzema "anno dello sconvolgimento (della società durante la ribellione)", Adagh
- Awatay wa n alkher "anno della pace" (cessate il fuoco, settembre 1964), Adagh

1965:
- Awatay wa n alkher "anno della pace", Adagh
- Awatay wa n lumet "anno del morbillo", Adagh

1966:
- Awatay wa n tashaloq "anno della pioggia prematura", Adagh

1967
- Awatay wa d aba Bissada "anno in cui morì Bissada ag Ghissa", Adagh

1968
- Awatay wa n kudeta "anno del colpo di Stato" (18 novembre 1968), Adagh

1970:
- Awatay wa n Edawragh "anno degli Edawragh" (venuti a pascolare nell'Adagh), Adagh

1972
- Awatay wa n labasan "anno cattivo" (dopo anni di siccità), Adagh
- Awatay wa n laz "anno della fame", Adagh
- Awatay wa n tendjay "anno del flusso (di gente che emigrava in cerca di pascoli o di assistenza)", Adagh

1974:
- Awatay wa n sinistre "anno dei sinistrati", Adagh

1975
- Awatay wa d aba Sidi Mokhammed Bay "anno in cui è morto Sidi Mokhammed Bay", Adagh

1979
- Awatay wa yolaghan "anno buono" (piovoso), Adagh

1982
- Awatay wa n egheryan "anno della spossatezza" (nuovo ciclo di siccità), Adagh

1983
- Awatay wa n labasan "anno cattivo", Adagh

1984
- Awatay wa n agadal "anno dell'interdizione (di certe aree, per ripristinare la vegetazione)", Adagh

1986
- Awătay wa yolaghăn "anno buono", Adagh[7]

1987
- Awătay wa n tašwalt "anno delle locuste", Adagh[7]